# Alba Sarraute i Pons
Alba Sarraute i Pons (Argentona, 29 de juliol de 1982) és una directora de teatre, pallassa, actriu, música i acròbata catalana. Es formà a l'escola de l'Aula de Teatre de Mataró i al Centre de les Arts del Circ Rogelio Rivel de Barcelona, i es graduà a l'Academie de Cirque Contemporain Fratellini de Saint-Denis. Des dels seus inicis, ha dirigit i participat en múltiples espectacles de teatre de carrer i de circ.
L'any 2020, va estrenar al Mercat de les Flors, dins del Festival Grec de Barcelona, l'obra Desdèmona, una adaptació de la tragèdia clàssica Otel·lo a través dels ulls de la seva esposa, i que traduí al llenguatge del circ per narrar les passions i les maquinacions que empenyen els personatges, amb una estètica animalística i monstruosa que correspon a la brutalitat de la història de William Shakespeare. Aquesta fou la segona aproximació de Sarraute a l'obra del dramaturg anglès, després de la peça en solitari Desvariacions d'Otel·lo, el 2019, en forma de «tribut als fills de relacions fallides que no neixen» i que presentà al teatre de cambra Maldà. El juny de 2023 fou distingida amb el Premi Nacional de Cultura (2023).